# Lorenzo Di Silvestro
Lorenzo Di Silvestro (Como, 16 januari 1970) is een Italiaans voormalig professioneel wielrenner. Hij reed voor onder meer Cantina Tollo, Besson Chaussures, Team Nippo en Acqua e Sapone.
Na zijn wielercarrière ging hij aan de slag als ploegleider bij CarmioOro NGC.

## Belangrijkste overwinningen
1992
- Trofeo Franco Balestra

1996
- 1e etappe Wielerweek van Lombardije
- 6e etappe Ronde van Slovenië
- Eindklassement Ronde van Slovenië